# Bế Trung Anh
Bế Trung Anh (sinh ngày 25 tháng 10 năm 1966, người Tày) là nhà giáo, chính trị gia nước Cộng hòa xã hội chủ nghĩa Việt Nam. Ông hiện là Ủy viên Thường trực Hội đồng dân tộc, Đại biểu Quốc hội khóa XV từ Trà Vinh. Ông từng là Đảng ủy viên Đảng ủy cơ quan Ủy ban Dân tộc, Bí thư Đảng ủy, Chủ tịch Hội đồng Học viện Dân tộc.
Bế Trung Anh là đảng viên Đảng Cộng sản Việt Nam, học hàm và học vị Phó Giáo sư, Tiến sĩ Xã hội học, Cao cấp lý luận chính trị. Ông có sự nghiệp hơn 30 năm giảng dạy đại học và nghiên cứu khoa học, rồi tham gia hoạt động Quốc hội.

## Xuất thân và giáo dục
Bế Trung Anh sinh ngày 25 tháng 10 năm 1966 quê quán ở phường Hợp Giang, thành phố Cao Bằng, tỉnh Cao Bằng. Ông là người dân tộc Tày lớn lên và tốt nghiệp phổ thông 10/10, thi đỗ Đại học Sư phạm I Hà Nội, nay là Trường Đại học Sư phạm Hà Nội, nhập học chuyên ngành Toán, hệ chính quy từ tháng 10 năm 1983, tốt nghiệp Cử nhân Toán học vào tháng 8 năm 1987. Sau đó tiếp tục học cao học ở trường Sư phạm từ tháng 2 năm 1989 đến tháng 1 năm 1992 và nhận bằng Thạc sĩ Toán học. Ông là nghiên cứu sinh ở Học viện Chính trị Quốc gia Hồ Chí Minh, bảo vệ thành công luận án tiến sĩ đề tài "Vai trò cán bộ quản lý cấp tỉnh, thành phố ở Hà Nội dưới ảnh hưởng của công nghệ thông tin", và trở thành Tiến sĩ Xã hội học vào năm 2005. Ông được kết nạp Đảng Cộng sản Việt Nam vào ngày 13 tháng 4 năm 1988, trở thành đảng viên chính thức sau đó 1 năm, từng theo học các khóa chính trị cũng ở Học viện Chính trị Quốc gia Hồ Chí Minh và tốt nghiệp Cao cấp lý luận chính trị.

## Sự nghiệp
Tháng 9 năm 1987, sau khi tốt nghiệp đại học, Bế Trung Anh chờ rút hồ sơ, xin việc tại Cao Bằng, sau đó nửa năm thì được nhận vào làm giảng viên trường tại chức kinh tế kỹ thuật thuộc Sở Giáo dục Cao Bằng. Ông được cử đi học giai đoạn 1989–92, cho đến tháng 2 năm 1992 thì được tuyển vào Học viện Chính trị Quốc gia Hồ Chí Minh làm giảng viên công nghệ thông tin, rồi cán bộ nghiên cứu, giảng dạy phương pháp xã hội học tại trường. Tháng 11 năm 2000, ông được chuyển bổ môn giảng dạy sang xã hội học, thuộc Trung tâm điều hành Thư viện điện tử của Học viện Chính trị Quốc gia Hồ Chí Minh. Tháng 9 năm 2008, ông được điều tới Đại học Hà Nội, là giảng viên thuộc Viện nghiên cứu xã hội và phát triển của trường trong 1 năm, rồi tiếp tục được điều tới Học viện Hành chính Quốc gia, nâng ngạch Giảng viên chính, nhậm chức Phó Giám đốc Trung tâm Tin học – Thư viện, kiêm Giám đốc trung tâm Tin học hành chính và công nghệ thông tin của học viện từ tháng 12 năm 2009.
Tháng 11 năm 2016, Bế Trung Anh được điều tới Ủy ban Dân tộc, nâng ngạch Giảng viên cao cấp, nhậm chức Phó Giám đốc Học viện Dân tộc của Ủy ban. Ông được bầu vào Ban Chấp hành Đảng ủy cơ quan Ủy ban Dân tộc, là Ủy viên Ủy ban Kiểm tra, rồi Bí thư Đảng ủy, Chủ tịch Hội đồng Học viện Dân tộc từ tháng 6 năm 2020. Năm 2021, ông được Ủy ban Trung ương Mặt trận Tổ quốc Việt Nam, Ủy ban Thường vụ Quốc hội giới thiệu tham gia ứng cử đại biểu quốc hội từ Trà Vinh, bầu cử ở đơn vị bầu cử số 2 gồm thị xã Duyên Hải, huyện Châu Thành, Cầu Ngang, Trà Cú, Duyên Hải, rồi trúng cử Đại biểu Quốc hội khóa XV với tỷ lệ 55,50%. Ngày 21 tháng 7 năm 2021, ông được phê chuẩn làm Ủy viên Thường trực Hội đồng Dân tộc của Quốc hội.

## Sách
- Bế Trung Anh (2016). Đánh giá hiệu quả chính sách khuyến khích đầu tư cho phát triển nông nghiệp bền vững ở Việt Nam: Sách chuyên khảo. Hà Nội: Lý luận chính trị.
- Bế Trung Anh (2019). Khảo luận xây dựng hệ thống cơ sở dữ liệu quốc gia về dân tộc thiểu số ở Việt Nam: Sách chuyên khảo. Hà Nội: Khoa học xã hội.